# Quốc hội Vương quốc Liên hiệp Anh và Bắc Ireland
Quốc hội Vương quốc Liên hiệp Anh và Bắc Ireland là cơ quan lập pháp tối cao của Vương quốc Liên hiệp Anh và Bắc Ireland và các lãnh thổ hải ngoại thuộc Anh. Quốc hội là cơ quan duy nhất có quyền lực tối thượng trên tất cả thiết chế chính trị khác trong nước Anh và các lãnh thổ hải ngoại, đứng đầu là quốc vương, hiện là Charles III.
Áp dụng mô hình lưỡng viện, Quốc hội Anh có thượng viện, gọi là Viện Quý tộc (House of Lords), và hạ viện, gọi là Viện Thứ dân (House of Commons). Quốc trưởng (hiện nay là Vua) là thành phần thứ ba của Quốc hội. Thành viên Viện Quý tộc bao gồm hai giới khác nhau: Lãnh chúa Tinh thần (các Giám mục thâm niên của Giáo hội Anh), và Lãnh chúa Thế tục (các quý tộc được phong tước vị), được bổ nhiệm bởi Quốc vương theo đề nghị của Thủ tướng. Viện Thứ dân là một thiết chế dân cử, các thành viên được bầu chọn qua cuộc tổng tuyển cử được tổ chức ít nhất năm năm một lần. Có hai phòng họp riêng biệt dành cho hai viện trong khuôn viên Điện Westminster ở London. Theo quy định của hiến pháp, tất cả bộ trưởng chính phủ, kể cả Thủ tướng, phải là thành viên Viện Thứ dân hoặc Viện Quý tộc để họ phải chịu trách nhiệm trước các cơ quan lập pháp.
Quốc hội Anh đuợc thành lập từ năm 1707 sau khi Nghị viện hai nước Anh và Scotland phê chuẩn Đạo luật Thống nhất đất nước.Trong thực tế, Cơ cấu tổ chức Quốc hội Anh là Nghị viện Anh phối hợp với các nghị sĩ và quý tộc Scotland. Nghị viện Anh là một biến thể từ các hội đồng trung cổ thời kỳ đầu, có nhiệm vụ tư vấn cho các vua chúa . Xứ Anh vẫn được mệnh danh là "mẹ của các nghị viện", các định chế dân chủ của nó đã thiết lập hệ thống chuẩn mực cho nhiều nền dân chủ trên khắp thế giới, và Quốc hội Anh là cơ quan lập pháp lớn nhất trong số các nước nói tiếng Anh trên thế giới. Theo lý thuyết, quyền lực lập pháp tối cao thuộc Đức Vua-tại-Quốc hội, trong thực tế, quyền lực được trao cho Viện Thứ dân; Quốc vương chỉ hành động theo yêu cầu của Thủ tướng, trong khi quyền lực của Viện Quý tộc bị hạn chế.

## Lịch sử
Từ thời Trung Cổ đến giai đoạn đầu của lịch sử đương đại, có ba vương quốc độc lập là Anh, Scotland và Ireland, mỗi vương quốc đều có nghị viện riêng. Khi Đạo luật Thống nhất được ban hành năm 1707, nghị viện của Anh và Scotland được thống nhất thành Quốc hội Anh, và Đạo luật Thống nhất năm 1800 đã đưa Ireland vào Quốc hội Vương quốc Liên hiệp Anh.

### Nghị viện Anh
Nghị viện Anh (Parliament of England) có nguồn gốc từ Witenagemot của dân tộc Anglo-Saxon. Năm 1066, William của Normandy cai trị đất nước theo thể chế phong kiến, ông thường tìm kiếm sự tư vấn từ các chúa đất nhiều thế lực cũng như từ giới tăng lữ trước khi ban hành luật. Năm 1215, các chúa đất giành được sự nhượng bộ từ Vua John với bản Đại Hiến chương (Magna Carta), theo đó nhà vua không được phép đánh thuế nếu không có sự đồng thuận của hội đồng hoàng gia. Đây chính là giai đoạn phôi thai của một định chế chính trị dần dà phát triển thành quốc hội.

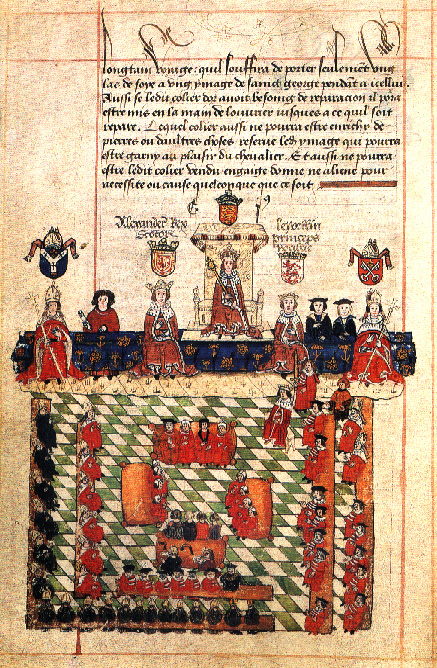
Nghị viện Anh với nhà vua, khoảng năm 1300

Năm 1265, Simon de Montfor, Bá tước Leicester, triệu tập Quốc hội được bầu lần đầu tiên. Quyền đi bầu trong các kỳ tuyển cử quốc hội dành cho các hạt bầu cử là đồng nhất trên khắp đất nước, cho các cử tri là những người sở hữu đất.
Đối với các khu tự trị (borough), quyền bầu cử là không đồng nhất, mỗi khu có các thỏa thuận khác nhau. Đó là bối cảnh hình thành "Model Parliament" được Edward I phê chuẩn năm 1295. Đến thời trị vì của Edward II, Quốc hội áp dụng mô hình lưỡng viện: một viện có thành viên là giới quý tộc và các tăng lữ cao cấp, viện kia gồm có các hiệp sĩ và cử tri các khu tự trị. Không thể làm luật, cũng không được đánh thuế nếu không có sự đồng thuận giữa ba thế lực: hai viện Quốc hội và nhà vua.
Các đạo luật được thông qua từ năm 1535 – 1542 sáp nhập xứ Wales vào Anh và có đại diện tại Quốc hội.
Năm 1603, James VI của Scotland kế vị Elizabeth I của Anh để trở thành James I của Anh, Scotland và Anh có chung một nhà vua nhưng vẫn duy trì hai nghị viện riêng biệt. Sau khi kế vị James I, Charles I bắt đầu tranh cãi với Nghị viện Anh, sự đối đầu này cuối cùng dẫn đến cuộc Nội chiến giữa Phe Bảo hoàng và Phe Quốc hội. Charles bị xử tử hình năm 1649. Dưới thời Cộng hòa Anh (Commwealth of England), Viện Thứ dân bị giải tán, còn Viện Quý tộc thì phục tùng Oliver Cromwell. Đến khi vương quyền được phục hồi năm 1660, Viện Quý tộc cũng trở lại với quyền lực.
Sự e sợ của dân chúng về khả năng có một người Công giáo lên ngôi đã dẫn đến cuộc Cách mạng Vinh quang năm 1688 phế truất James II (James VII của Scotland) rồi tôn Mary II và William III làm quân vương. Dưới thời trị vì của họ, Đạo luật Declaration of Rights(Tuyên ngôn Nhân quyền) được thông qua là sự khởi đầu của thể chế quân chủ lập hiến tại Anh, mặc dù vị trí tối cao của nhà vua vẫn được duy trì.

### Nghị viện Scotland
Từ thời trị vì của Kenneth mac Alpin (chết năm 858), dưới quyền lãnh đạo tối thượng của nhà vua, Vương quốc Scotland cổ đặt dưới quyền cai trị của các tộc trưởng và các tiểu vương. Tất cả vị trí này đều được bầu chọn bởi một hội đồng hoạt động dựa trên sự hòa hợp giữa một hệ thống cha truyền con nối với sự đồng thuận của người dân. Sau khi Malcom III lật đổ Macbeth năm 1057, chế độ phong kiến truyền ngôi cho con trưởng dần dà chiếm ưu thế, Scotland ngày càng chịu ảnh hưởng của người Norman.

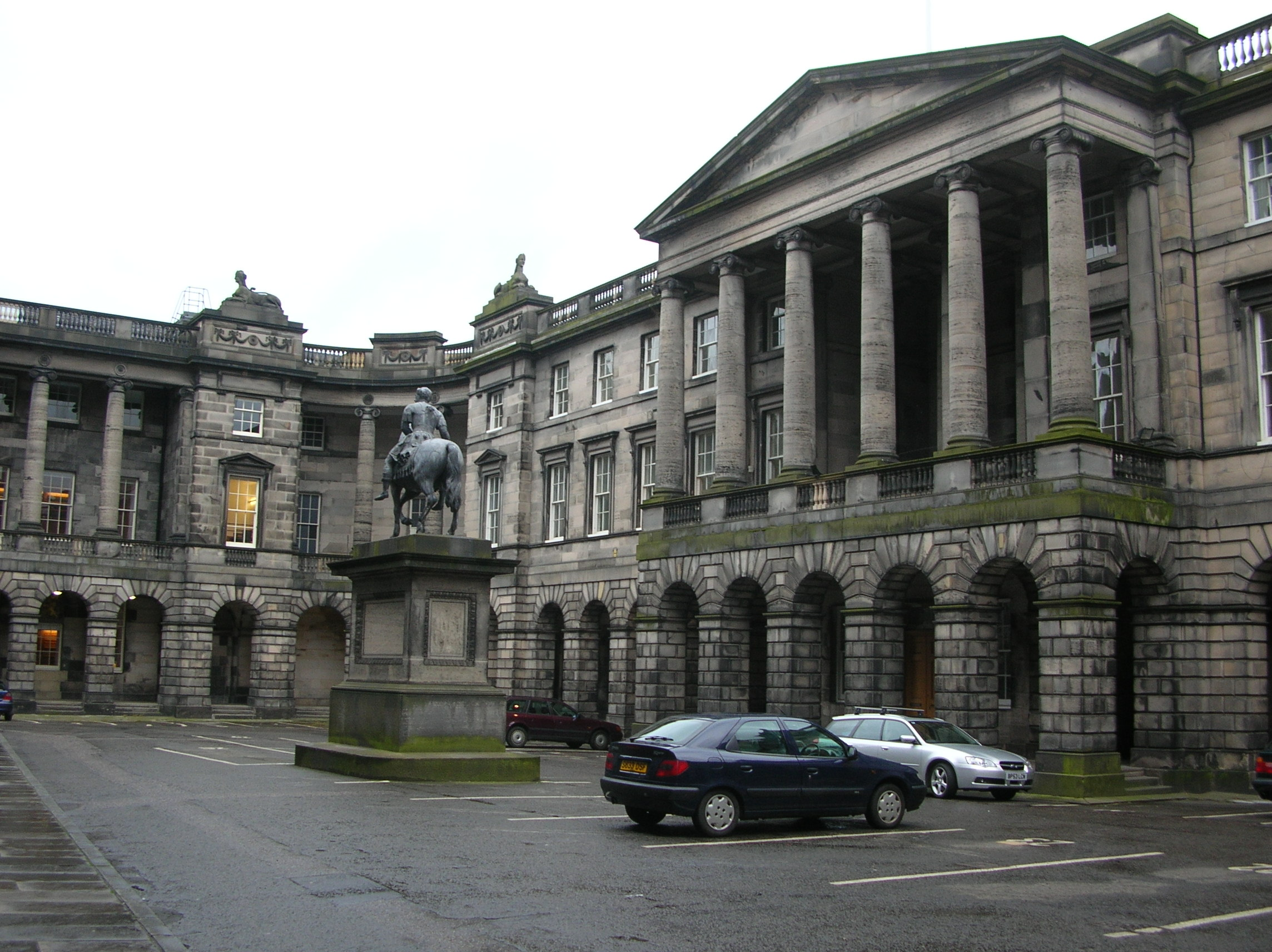
Trụ sở Nghị viện Scotland tại Edinburgh.

Trong thời Thượng Trung Cổ, Hội đồng Giám mục và Bá tước của Nhà vua thay đổi dần để đến năm 1235 trở thành Nghị viện đơn viện, các buổi họp tổ chức tại Kirkliston (hiện vẫn còn những bản ghi chép buổi họp đầu tiên). Nghị viện có thẩm quyền chính trị và tư pháp. Từ năm 1362, Nghị viện cấu thành bởi ba tầng lớp: tăng lữ, chủ đất, và đại diện khu tự trị, có quyền đánh thuế và hành xử ảnh hưởng đáng kể trên các lãnh vực tư pháp, ngoại giao, quốc phòng, và lập pháp. Nghị viện bầu ra một ủy ban gọi là Lords of the Articles (tương đương với ủy ban đặc biệt của Quốc hội theo mô hình Westminster ngày nay) để soạn thảo các dự luật đệ trình phiên họp toàn thể của Nghị viện xem xét và thông qua.
Sau cuộc Cải cách Tin Lành, năm 1567 giới tăng lữ Công giáo bị trục xuất, đến năm 1638, vị trí của các Giám mục Tin Lành cũng bị hủy bỏ. Nghị viện Scotland trở thành thiết chế lập pháp hoàn toàn thế tục. Trong thời trị vì của James VI, Lords of the Articles bị khống chế dưới sự điều khiển của nhà vua, đến khi kế vị ngai vàng nước Anh năm 1603, James tiếp tục sử dụng ủy ban này để cai trị Scotland từ Luân Đôn. Trong Chiến tranh Ba Vương quốc (1638-1651), Nghị viện Scotland nắm quyền hành pháp, tranh chấp quyền lực với Charles I. Khi Oliver Cromwell chiếm đóng Scotland, chính quyền cộng hòa (Protecorate) của ông được áp đặt trên toàn lãnh thổ Quốc hội Anh-Scotland thống nhất trong năm 1657.
Nghị viện Scotland được phục hồi sau khi Charles II tái lập vương quyền trên Anh và Ái Nhĩ Lan năm 1660 (Charles đã được trao vương miện làm vua Scotland từ ngày 1 tháng 1 năm 1651). Sau cuộc Cách mạng Vinh quang, từ tháng 2 năm 1689 xảy ra những thay đổi trong vương quyền khi William II của Scotland (William III của Anh), triệu tập một hội nghị (Convention of the Estates) để xem xét các bức thư có quan điểm đối lập nhau của William và James VII của Scotland (James II của Anh), ngày 11 tháng 4 năm 1689 tại Edinburg, hội nghị tuyên bố William và Mary II đồng trị vì Scotland.

### Nghị viện Ireland

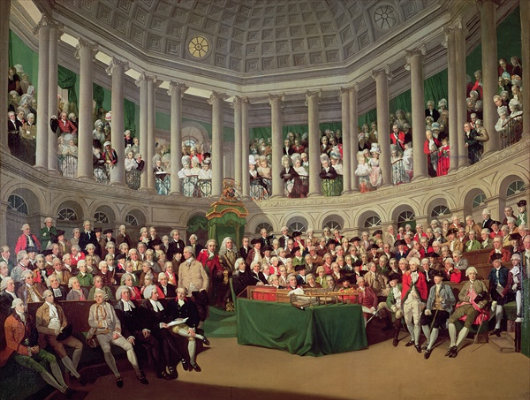
Viện Thứ dân Ireland, tranh của Francis Wheatley (1780).

Nghị viện Ireland được thành lập nhằm đại diện cộng đồng người Anh trong chính quyền (Lordship of Ireland), trong khi người bản xứ và người Ireland gốc Gael không có quyền bầu cử hoặc được bổ nhiệm vào các vị trí công quyền. Nghị viện được triệu tập lần đầu năm 1264.
Năm 1541, Henry VIII tuyên bố vương quyền tại Ireland và tiến hành chinh phục xứ sở này. Các quý tộc người Ireland gốc Gael được bổ nhiệm vào Nghị viện Ái Nhĩ Lan, bình đẳng với các thành viên người Anh đang chiếm đa số. Có những tranh luận gay gắt sau cuộc cải cách tôn giáo tại Anh bởi vì đại đa số người dân Ireland theo Công giáo Rôma. Sau cuộc nổi dậy của người Ireland năm 1641, người Công giáo bị cấm đi bầu chiếu theo Đạo luật Settlement năm 1652 của chính quyền Cromwell.
Dưới triều James II, người Công giáo giành lại quyền lực, trong cuộc chiến Jacobite ở Ireland, nhà vua đáp ứng các yêu cầu của Nghị viện về quyền tự trị và bồi hoàn đất đai cho người Công giáo. Sau chiến thắng của William III của Anh, những quyền này bị thu hồi. Luật Poyning năm 1494 khiến Nghị viện Ireland phụ thuộc Nghị viện Anh, nhưng Hiến pháp 1782 gỡ bỏ các giới hạn này, chỉ trong một thập niên người Công giáo giành được quyền bầu cử dù vẫn chưa vào được nghị viện.

### Quốc hội Anh
Sau Hiệp ước Thống nhất năm 1707, các đạo luật thống nhất được Nghị viện Anh và Nghị viện Scotland thông qua kiến tạo Vương quốc Anh (Kingdom of Great Britain). Hai nghị viện cũ bị giải tán và được thay thế bởi Quốc hội Anh (Parliament of Great Britain),và sử dụng lại trụ sở của Nghị viện cũ. Tất cả truyền thống, tiền lệ, quy trình lập pháp, pháp lệnh của Nghị viện Anh được duy trì cùng với các viên chức đương nhiệm, những thành viên người Anh chiếm đa số áp đảo trong Quốc hội mặc dù luật pháp người Scotland vẫn được duy trì.
Sau khi George I thuộc Nhà Hanover lên ngôi năm 1714, quyền lực nhà vua bị tước bỏ dần, vào cuối triều đại George vị trí các bộ trưởng – phụ thuộc vào sự ủng hộ của Quốc hội – bắt đầu được gắn kết với nhau. Đến cuối thế kỷ 18, dù vẫn còn ảnh hưởng đáng kể trên Quốc hội, nhà vua không thể hành xử quyền lực trực tiếp: lấy thí dụ, lần cuối cùng vương quyền thực thi quyền phủ quyết dự luật là vào năm 1708 bởi Nữ hoàng Anne.

### Quốc hội Liên hiệp Vương quốc Anh
Liên hiệp Vương quốc Anh và Ireland thành lập năm 1801 bởi Đạo luật Thống nhất kết hợp Vương quốc Anh và Vương quốc Ireland. Đến thế kỷ 19 mới hình thành nguyên tắc các bộ trưởng chịu trách nhiệm trước hạ viện – trước đó Viện Quý tộc có ưu thế vượt trội đối với Viện Thứ dân cả trên lý thuyết lẫn thực hành. Các thành viên của Viện Thứ dân được bầu chọn bởi một hệ thống tuyển cử lỗi thời, chẳng hạn hạt Old Sarum, với bảy cử tri, có thể bầu hai nghị sĩ ngang bằng hạt Dunwich đã hoàn toàn biến mất do sạt lở đất. Trong nhiều trường hợp, thành viên thượng viện kiểm soát những hạt bầu cử tí hon để đảm bảo phiếu bầu từ thân nhân hoặc những người ủng hộ. Hơn nữa, nhiều ghế trong hạ viện lại do các nhà quý tộc chiếm giữ. Sau những cải cách diễn ra trong thế kỷ 19, khởi đầu với Đạo luật Cải cách năm 1832, hệ thống bầu cử hạ viện trở nên chặt chẽ hơn nhiều. Không còn phụ thuộc vào thượng viện, các thành viên Viện Thứ dân tỏ ra tự tin hơn.

### Đương đại

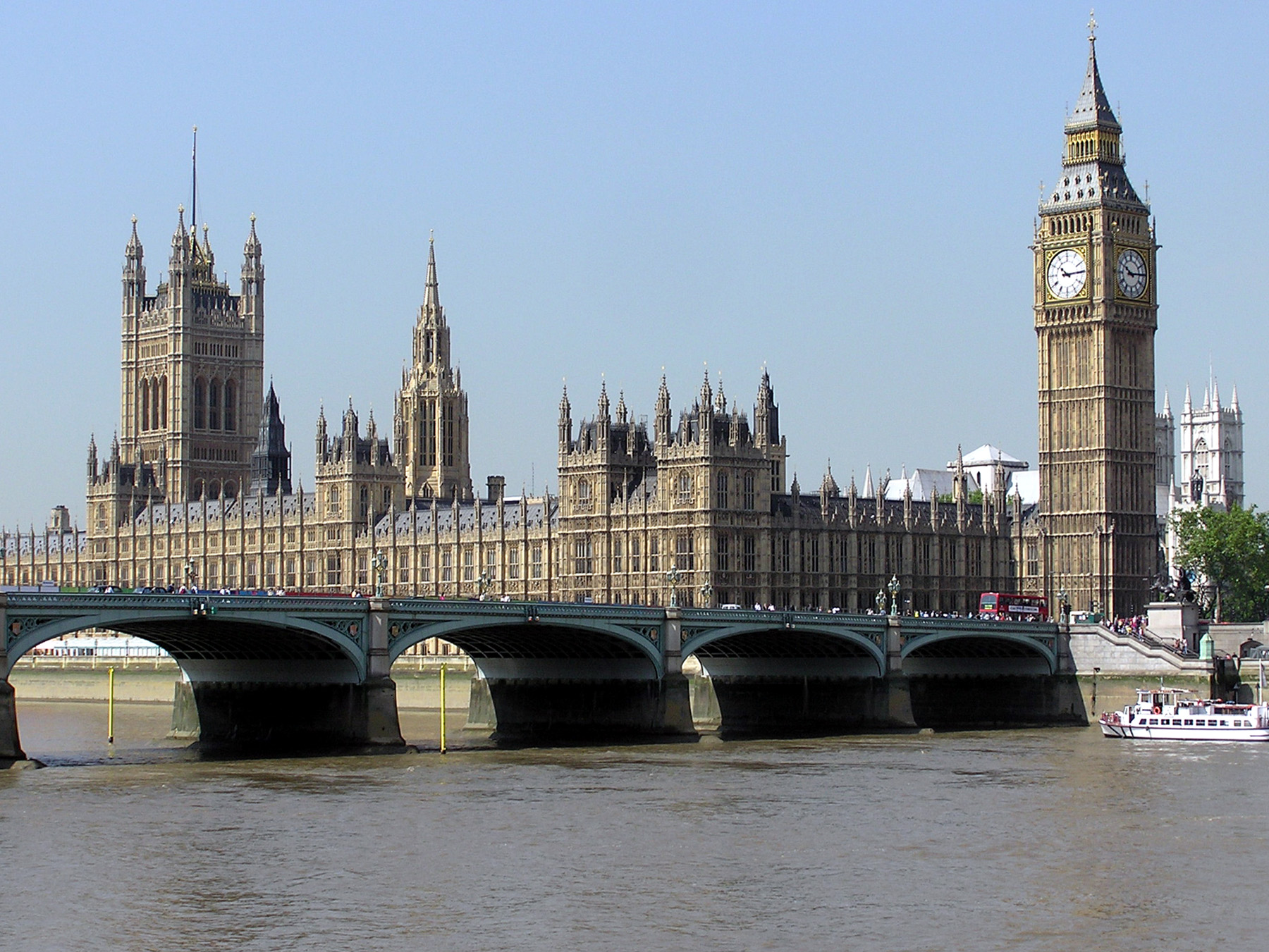
Điện Westminster, trụ sở Quốc hội Anh

Quyền lực tối thượng của Viện Thứ dân Anh khởi lập từ đầu thế kỷ 20. Năm 1909, Viện Thứ dân thông qua "Ngân sách Nhân dân" đưa ra nhiều thay đổi bất lợi cho giới chủ đất giàu có. Viện Quý tộc, có nhiều thành viên là chủ đất, bác bỏ "Ngân sách Nhân dân". Dựa vào hai yếu tố: sự ủng hộ của người dân đối với dự luật, và sự sút giảm uy tín của Viện Quý tộc, Đảng Tự do suýt giành chiến thắng trong cuộc tổng tuyển cử năm 1910. Xem kết quả thu được như là một sự ủy nhiệm của nhân dân, Thủ tướng Herbert Henry Asquith thuộc Đảng Tự do đệ trình dự luật Quốc hội tìm cách hạn chế quyền lực của Viện Quý tộc. Đạo luật Quốc hội năm 1911 ngăn cản Viện Quý tộc phong tỏa các dự luật thuế, và chỉ cho phép họ đình hoãn các dự luật tối đa là ba kỳ họp (đến năm 1949 giảm xuống còn hai kỳ họp), sau đó dự luật sẽ tự động trở thành luật.
Đạo luật Chính quyền Ireland năm 1920 thiết lập các nghị viện ở Bắc Ireland và Nam Ireland, cùng lúc cắt giảm số đại biểu của hai lãnh thổ này tại Westminster (từ năm 1973 số đại biểu cho Bắc Ireland lại gia tăng). Ireland trở thành quốc gia độc lập năm 1922, đến năm 1927 quốc hội có tên chính thức là Quốc hội Liên hiệp Vương quốc Anh và Bắc Ireland.
Có thêm cải tổ cho Viện Quý tộc trong suốt thế kỷ 20. Năm 1958, Đạo luật Quý tộc thiết lập các quy định liên quan đến tư cách quý tộc. Trong thập niên 1960, quyền kế thừa tước vị bị hủy bỏ, từ đó, những người được phong tước không thể truyền tước vị cho con cháu. Gần đây, một đạo luật thông qua năm 1999 dời bỏ quyền đương nhiên là thành viên Viện Quý tộc của những nhà quý tộc theo quyền thừa kế. Nhìn chung, ngày nay vị trí của Viện Quý tộc bị xem là thấp kém hơn Viện Thứ dân.
Đạo luật Scotland năm 1998 thiết lập Nghị viện Scotland theo mô hình một viện. Buổi họp đầu tiên của nghị viện được triệu tập vào ngày 12 tháng 5 năm 1999.

## Cấu trúc quyền lực
Cấu trúc Quốc hội gồm có ba thành phần: Vương quyền, Viện Quý tộc, và Viện Thứ dân, hoạt động theo nguyên tắc phân lập; không ai có thể là thành viên của hai trong ba thành phần này. Thành viên Viện Quý tộc không được ứng cử vào Viện Thứ dân; còn theo thông lệ, nhà vua không được bỏ phiếu mặc dù chưa có luật nào cấm đoán việc này.
Trên lý thuyết, nhà vua vẫn còn quyền lực, vẫn cần có sự phê chuẩn của hoàng gia để dự luật trở thành luật. Trong số các đặc quyền của nhà vua có quyền giải tán quốc hội, ký hiệp ước, tuyên chiến, và ban tước quý tộc.
Trong thực tế, nhà vua chỉ là thực thi những quyền này theo đề nghị của thủ tướng hoặc các bộ trưởng chính phủ. Nhà vua bổ nhiệm thủ tướng để thành lập chính phủ gồm các bộ trưởng là những người được chọn từ lưỡng viện Quốc hội. Thủ tướng là người lãnh đạo khối đa số trong Viện Thứ dân.
Hầu hết thành viên Viện Quý tộc đều được bổ nhiệm: các chức sắc cao cấp của Giáo hội Anh và các nhà quý tộc.

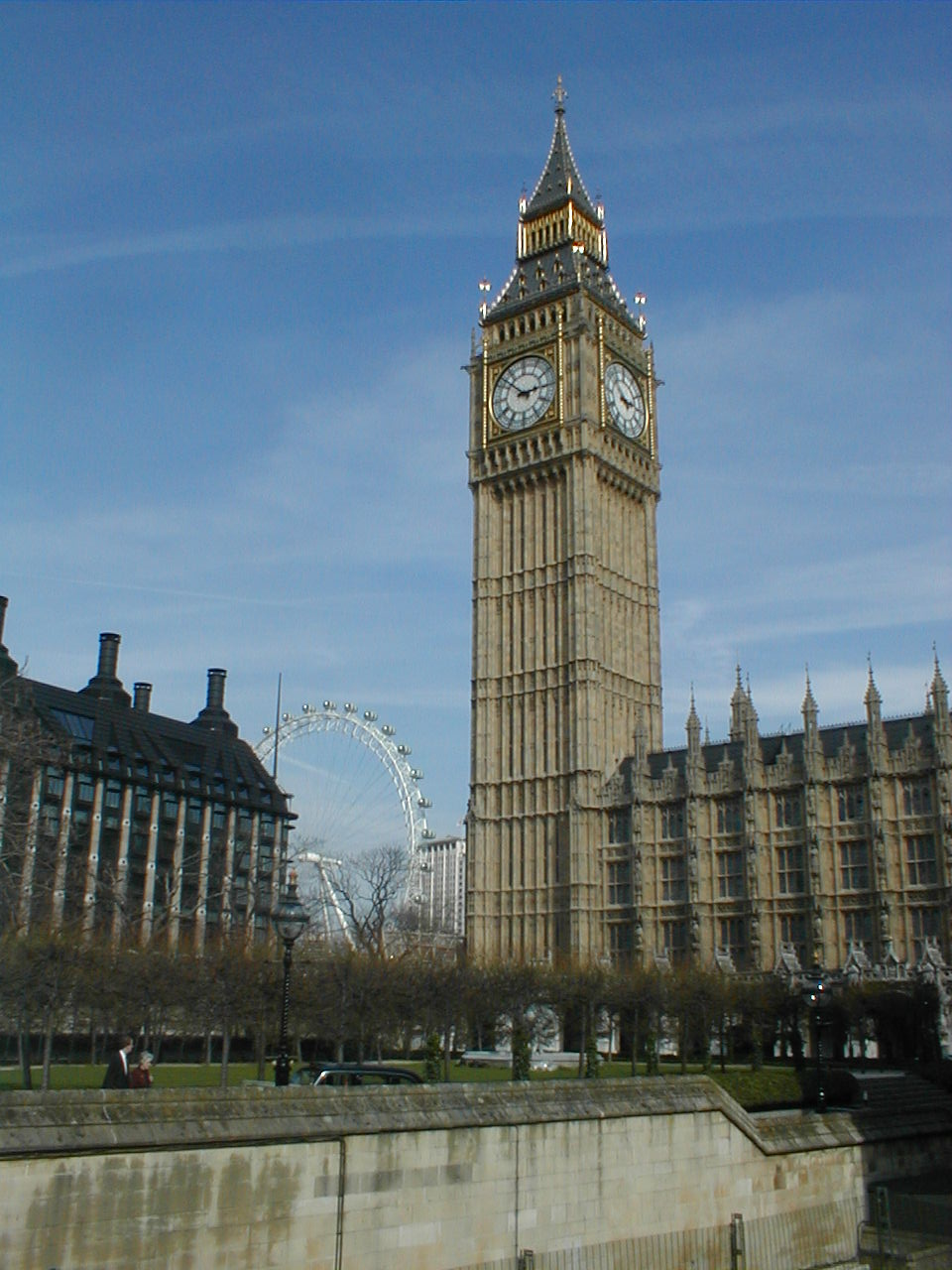
Quốc hội Anh, với London Eye ở đằng xa.

Kể từ khi ban hành các đạo luật về quốc hội trong năm 1911 và 1949, quyền lực của Viện Quý tộc bị suy giảm đáng kể so với Viện Thứ dân. Tất cả dự luật, ngoại trừ luật ngân sách, được thảo luận và biểu quyết tại Viện Quý tộc; tuy nhiên, nếu bác bỏ một dự luật, Viện Quý tộc chỉ có thể đình hoãn dự luật này tối đa là hai kỳ họp quốc hội trong năm; sau đó nó sẽ trở thành luật mà không cần có sự chuẩn thuận của Viện Quý tộc. Viện Quý tộc cũng thực thi quyền giám sát qua những cuộc chất vấn các bộ trưởng, và qua những hoạt động của các tiểu ban. Hiện nay, tòa án tối cao chỉ là một ủy ban của Viện Quý tộc, nhưng sắp sửa trở thành một định chế tư pháp độc lập.
Thành viên tâm linh của Viện Quý tộc là các chức sắc của Giáo hội – tổng Giám mục, Giám mục, tu viện trưởng và chức sắc cao cấp. Nhưng khi Henry VIII giải tán các tu viện thì các tu viện trưởng mất ghế trong Quốc hội. Tất cả Giám mục giáo khu tiếp tục có mặt trong Viện Quý tộc cho đến khi Đạo luật Giám mục Manchester năm 1847 và các đạo luật khác ấn định con số 26 thành viên tâm linh. Luôn luôn có ghế đại biểu cho "năm đại giáo khu": Tổng Giám mục Canterbury, Tổng Giám mục York, Giám mục London, Giám mục Durham và Giám mục Winchester. Giám mục các giáo khu, theo thứ tự thâm niên, sẽ chia nhau 21 vị trí còn lại.
Thành viên Thế tục là tất cả các nhà quý tộc. Trước đây là các nhà quý tộc cha truyền con nối. Quyền thành viên Quốc hội không đương nhiên dành cho tất cả các nhà quý tộc. Sau khi Scotland và Anh thống nhất để trở thành Anh trong năm 1707, tất cả quý tộc Anh đều có ghế trong Quốc hội, nhưng chỉ có một số giới hạn các quý tộc Scotland được tuyển chọn vào thiết chế này. Cũng diễn ra tình trạng tương tự khi Ireland sáp nhập với Anh năm 1801, nhưng khi Nam Ireland tách khỏi Vương quốc Liên hiệp Anh năm 1922, thì quyền đại diện của giới quý tộc Ireland cũng không còn. Đến năm 1963, tất cả quý tộc Scotland đều là thành viên Quốc hội. Chiếu theo Đạo luật Viện Quý tộc năm 1963, chỉ có các nhà quý tộc trọn đời (nghĩa là không thể kế thừa) đương nhiên là thành viên Viện Quý tộc. Trong số các quý tộc cha truyền con nối, chỉ có 92 người – Bá tước Marshal, Lord Great Chamberlain, và 90 thành viên được bầu – còn có ghế trong Viện.
Người dân bầu đại biểu cho mình tại Quốc hội, hiện có 646 nghị sĩ Viện Thứ dân. Mỗi "Đại biểu Quốc hội" (Member of Parliament – MP) đại diện cho một đơn vị bầu cử theo hệ thống tuyển cử một đại biểu cho một đơn vị bầu cử (First-Past-the-Post). Quyền bầu cử dành cho người 18 tuổi trở lên bao gồm công dân Liên hiệp Vương quốc Anh, công dân Cộng hòa Ireland và các quốc gia thuộc Khối Thịnh vượng chung đang sinh sống ở nước Anh. Nhiệm kỳ thành viên Viện Thứ dân phụ thuộc vào tuổi thọ của Quốc hội.
Tất cả dự luật đều phải được Viện Thứ dân thông qua mới có thể trở thành luật. Viện Thứ dân có quyền kiểm soát thuế và cung ứng tiền cho chính phủ. Các bộ trưởng (kể cả thủ tướng) phải thường xuyên trả lời các chất vấn của viện, trong khi các ủy ban được giao chức trách điều tra các sự vụ và giám sát mọi hoạt động của chính phủ. Cũng có một cơ chế cho phép các nghị sĩ buộc chính phủ phải quan tâm đến các vấn đề liên quan đến đơn vị bầu cử của mình.

## Thủ tục
Mỗi viện đều thiết lập chức vụ chủ tịch để điều hành (ở Viện Thứ dân gọi là Speaker of the House, và Lord Speaker cho Viện Quý tộc).
Trên lý thuyết, mỗi thành viên Viện Thứ dân phải được nhà vua phê chuẩn tư cách nghị sĩ trước khi bầu chủ tịch. Chủ tịch Viện Thứ dân có ba phụ tá: một chủ tọa (chairman), và hai phó chủ tọa.
Tại Viện Thứ dân, các thành viên biểu quyết bằng cách hô to "Aye" hoặc "No" - ở Viện Quý tộc là "Đồng ý" hoặc "Không đồng ý"- rồi chủ tọa phiên họp công bố kết quả biểu quyết. Trong trường hợp có nghi vấn về lời công bố của chủ tọa phiên họp, một cuộc bầu phiếu sẽ được thực hiện. Các thành viên sẽ đứng xếp hàng vào một trong hai hành lang dọc theo phòng họp, tên của mỗi người sẽ được ghi lại khi họ rời hành lang để trở lại phòng họp. Chủ tịch Viện Thứ dân thường có lập trường phi đảng phái, và không bỏ phiếu trừ khi số phiếu ngang bằng nhau, trong khi Chủ tịch Viện Quý tộc cũng bỏ phiếu như các thành viên khác.

## Nhiệm kỳ
Sau kỳ tổng tuyển cử, nhà vua sẽ triệu tập Quốc hội mới. Trong kỳ họp này, mỗi viện tập trung tại phòng họp riêng. Rồi các thành viên Viện Thứ dân được mời đến Viện Quý tộc, tại đó các đại diện nhà vua hướng dẫn họ bầu chức danh Chủ tịch. Hôm sau, họ trở lại Viện Quý tộc, các đại diện nhà vua xác nhận kết quả bầu cử và công bố sự chuẩn thuận của nhà vua cho tân chủ tịch.
Trong những ngày kế tiếp, các thành viên Quốc hội phải tuyên thệ trung thành, sau đó là lễ khai mạc. Các nhà quý tộc ngồi trong phòng họp của Viện Quý tộc, trong khi các thành viện Viện Thứ dân ở bên ngoài, còn nhà vua ngồi trên ngai. Nhà vua đọc diễn văn – do các bộ trưởng soạn sẵn – phác thảo nghị trình lập pháp trong thời gian tới. Sau đó, mỗi viện sẽ tiến hành công việc của mình.
Theo thông lệ, trước khi xem xét nghị trình lập pháp của chính phủ, mỗi viện trình dự luật pro forma –Select Vestries Bill ở Viện Quý tộc, Outlawries Bill tại Viện Thứ dân. Các dự luật này không bao giờ thành luật, chúng chỉ có tính nghi thức nhằm thể hiện rằng mỗi viện có quyền tranh luận độc lập mà không có sự can thiệp nào từ vương quyền. Sau khi trình dự luật pro forma, hai viện dành vài ngày để thảo luận về bài diễn văn của nhà vua. Sau đó, hai viện bắt đầu bổ nhiệm các ủy ban, bầu cử các chức vụ, thông qua các nghị quyết, và xem xét các dự luật.
Các khóa Quốc hội có thể kết thúc bằng một trong hai cách: bị nhà vua giải tán hoặc hết nhiệm kỳ, trong lịch sử đương đại thì cách thứ nhất phổ biến hơn nhiều. Quyết định giải tán Quốc hội của nhà vua luôn luôn theo yêu cầu của thủ tướng. Thủ tướng thường chọn biện pháp giải tán Quốc hội ngay vào thời điểm thuận lợi nhất cho chính đảng của mình. Một khi bị mất sự ủng hộ của Viện Thứ dân, thủ tướng phải từ chức hoặc giải tán Quốc hội để tái khẳng định sự ủy nhiệm của cử tri.
Không có quy định nào giới hạn nhiệm kỳ Quốc hội cho đến khi Đạo luật Triennial năm 1694 ấn định thời gian tối đa là ba năm. Đạo luật Septennial năm 1715 nới rộng lên bảy năm, nhưng đến năm 1911 Đạo luật Parliament rút xuống còn năm năm. Ngày nay, hiếm có khóa Quốc hội nào có thể tồn tại lâu đến thế, thường thì chúng bị giải tán trước khi kịp kết thúc nhiệm kỳ.
Trước đây, khi nhà vua băng hà thì quốc hội cũng bị giải tán bởi vì vương quyền được xem là caput, principum, et finis (khởi thủy, nền tảng, và tận chung) của quốc hội. Kể từ triều đại William và Mary, người ta nhận ra rằng vai trò của quốc hội là thiết yếu khi xảy ra cuộc khủng hoảng kế vị, và một đạo luật ra đời cho phép quốc hội tiếp tục tồn tại trong 6 tháng sau khi nhà vua băng hà.
Sau khi kết thúc một khóa quốc hội, nhà vua cho tổ chức một kỳ tổng tuyển cử để bầu các thành viên mới cho Viện Thứ dân. Các quyết định giải tán quốc hội không có ảnh hưởng gì đến Viện Quý tộc. Quốc hội hiện nay là khóa 54 kể từ khi thành lập Liên hiệp Vương quốc Anh và Ireland năm 1801.

## Quốc hội và Chính phủ

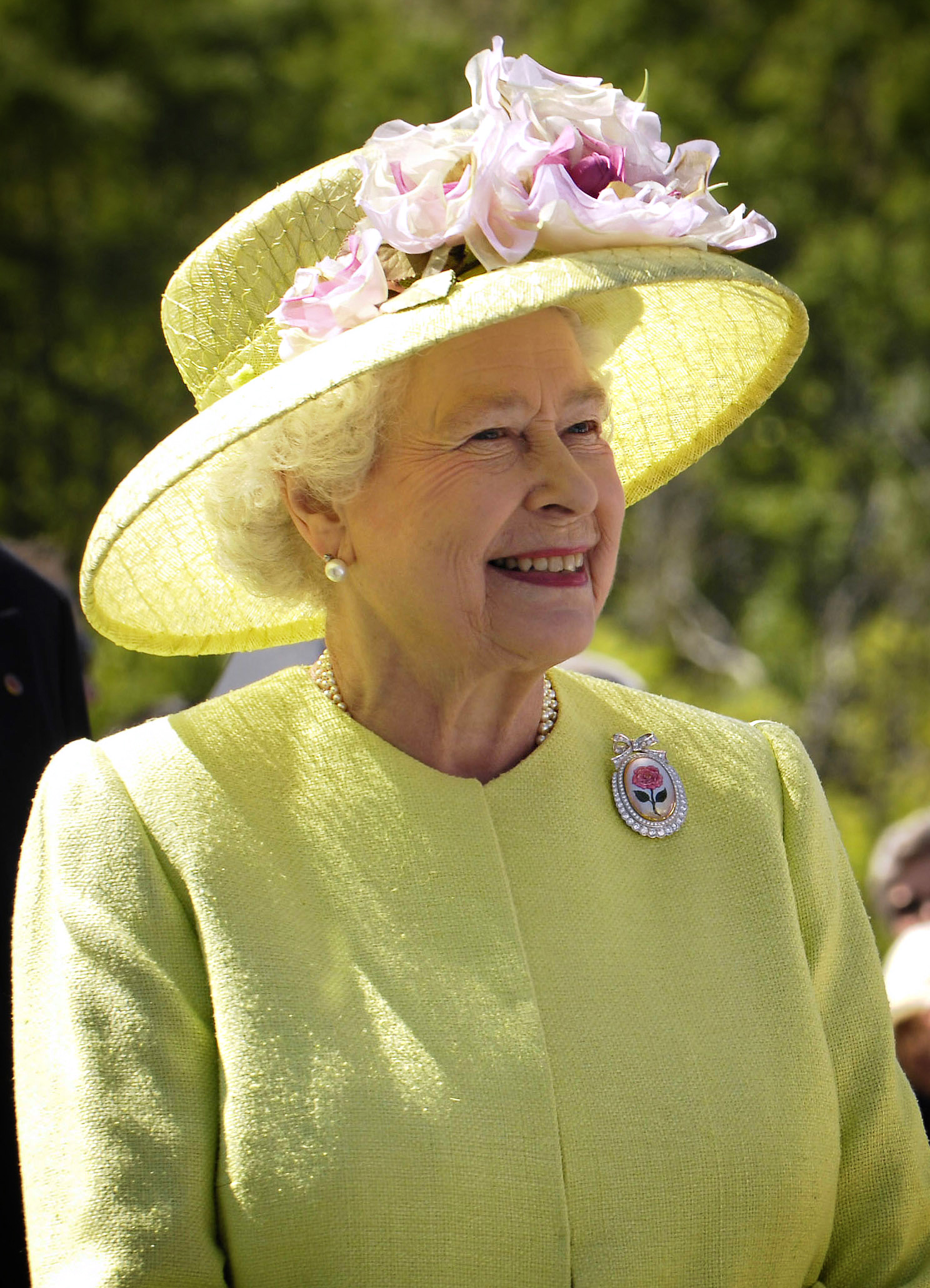
Nữ hoàng Anh Elizabeth II

Chính phủ Anh phải tường trình trước Viện Thứ dân. Tuy nhiên, Thủ tướng và các thành viên chính phủ không do Viện Thứ dân bầu, nhưng Nữ hoàng yêu cầu một chính trị gia được hậu thuẫn bởi phe đa số trong viện, thường là lãnh tụ chính đảng lớn nhất ở Viện Thứ dân, thành lập chính phủ. Bởi vì chính phủ phải chịu trách nhiệm trước Hạ viện, Thủ tướng và hầu hết thành viên nội các, theo quy ước, đều là thành viên Viện Thứ dân. Thủ tướng sau cùng từng là thành viên Viện Quý tộc là Alec Douglas-Home, ông nhậm chức thủ tướng năm 1963. Home phải từ bỏ tước quý tộc của mình, và phải tranh cử vào Viện Thứ dân trước khi trở thành thủ tướng.
Các chính phủ thường muốn kiểm soát chức năng lập pháp của Quốc hội bằng cách sử dụng thế đa số ở Hạ viện, đôi khi còn tìm cách bổ nhiệm các nhà quý tộc có cùng lập trường vào Viện Quý tộc. Trong thực tế, chính phủ có thể thông qua các dự luật họ muốn (trong phạm vi hợp lý) trừ khi có sự bất đồng nghiêm trọng bên trong đảng cầm quyền. Nhưng ngay cả trong những tình huống như thế, các dự luật của chính phủ cũng khó bị đánh bại, bởi vì vẫn có thể tìm ra giải pháp thỏa hiệp bởi sự nhượng bộ từ hai phía. Năm 1976, Lord Hilsham tìm ra một tên rất được ưa thích để miêu tả tập quán này "thể chế độc tài dân cử".
Quốc hội kiểm soát nhánh hành pháp bằng cách thông qua hoặc bác bỏ các dự luật chính phủ đệ trình, cũng như buộc thủ tướng giải thích về các quyết định của họ, hoặc trong các buổi chất vấn định kỳ (Thứ Tư hằng tuần Thủ tướng phải đến dự một buổi họp của Viện Thứ dân để trả lời chất vấn của các nghị sĩ trong nửa tiếng đồng hồ), hoặc tại những kỳ họp của các ủy ban Quốc hội. Trong cả hai trường hợp, Thủ tướng có nghĩa vụ giải đáp mọi thắc mắc của các thành viên Quốc hội. 

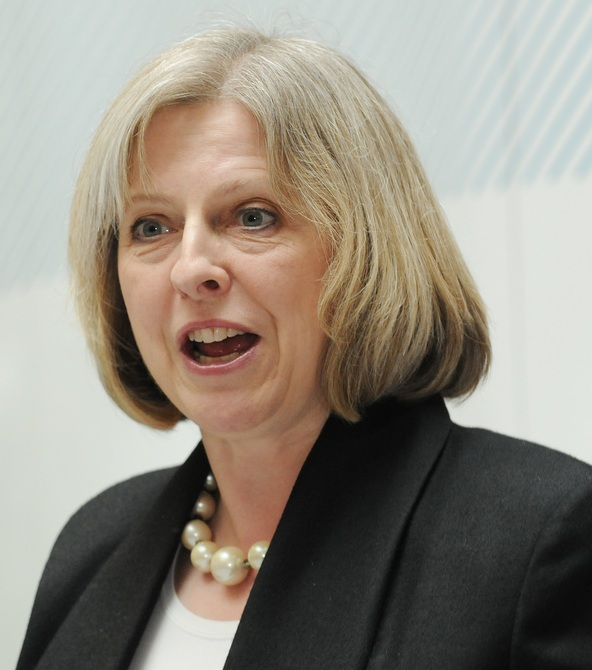
Cựu thủ tướng Anh Theresa May

Dù có quyền giám sát nhánh hành pháp, Viện Quý tộc không thể giải tán chính phủ. Các bộ của chính phủ phải duy trì sự tín nhiệm và hậu thuẫn của Viện Thứ dân. Hạ viện có thể rút lại sự ủng hộ của mình đối với chính phủ bằng cách bác bỏ Nghị quyết Tín nhiệm hoặc thông qua Nghị quyết Bất Tín nhiệm. Nghị quyết tín nhiệm thường được chính phủ đệ trình nhằm tái khẳng định sự hậu thuẫn của Viện Thứ dân, trong khi nghị quyết bất tín nhiệm thường là do phe đối lập khởi xướng.
Nhiều biểu quyết khác của Viện Thứ dân cũng được xem là những nghị quyết tín nhiệm. Các dự luật quan trọng hình thành chương trình hành động của chính phủ (được trình bày trong diễn văn của nữ hoàng) thường được xem là những nghị quyết tín nhiệm. Nếu các dự luật này không được Viện Thứ dân thông qua, điều đó có nghĩa là chính phủ không còn được Quốc hội tín nhiệm. Cũng sẽ có kết quả tương tự nếu Viện Thứ dân từ chối thông qua ngân sách.
Trong trường hợp chính phủ không được Viện Thứ dân tín nhiệm, Thủ tướng bị buộc phải từ chức hoặc giải tán Quốc hội để tổ chức tổng tuyển cử. Một khi Thủ tướng không thể duy trì thế đa số mà yêu cầu giải tán Quốc hội, trên lý thuyết Nữ hoàng có thể khước từ lời yêu cầu này, buộc Thủ tướng từ chức và yêu cầu lãnh tụ phe đối lập thành lập chính phủ mới. Trong thực tế nữ hoàng hiếm khi sử dụng quyền này. Tuy nhiên, quyền này được trao cho nhà vua để sử dụng trong trường hợp Thủ tướng yêu cầu giải tán Quốc hội mà không có lý do chính đáng.
Trong thực tế, quyền giám sát của Viện Thứ dân là không đáng kể. Kể từ khi hệ thống một đại biểu cho một đơn vị bầu cử (first-past-the-post) được áp dụng trong các kỳ tuyển cử, đảng cầm quyền thường là đảng đa số ở Viện Thứ dân nên không cần phải thỏa hiệp với các đảng khác. Hiện nay, các chính đảng Anh Quốc được tổ chức quá chặt chẽ đến nỗi các thành viên của đảng trong Quốc hội khó có cơ hội hành động độc lập. Có nhiều nghị sĩ bị trục xuất khỏi đảng vì đã bỏ phiếu ngược với chỉ thị của lãnh tụ đảng. Suốt thế kỷ 20, Quốc hội chỉ có ba cơ hội thông qua nghị quyết bất tín nhiệm chính phủ - hai lần trong năm 1924, một lần năm 1979.

## Đặc quyền

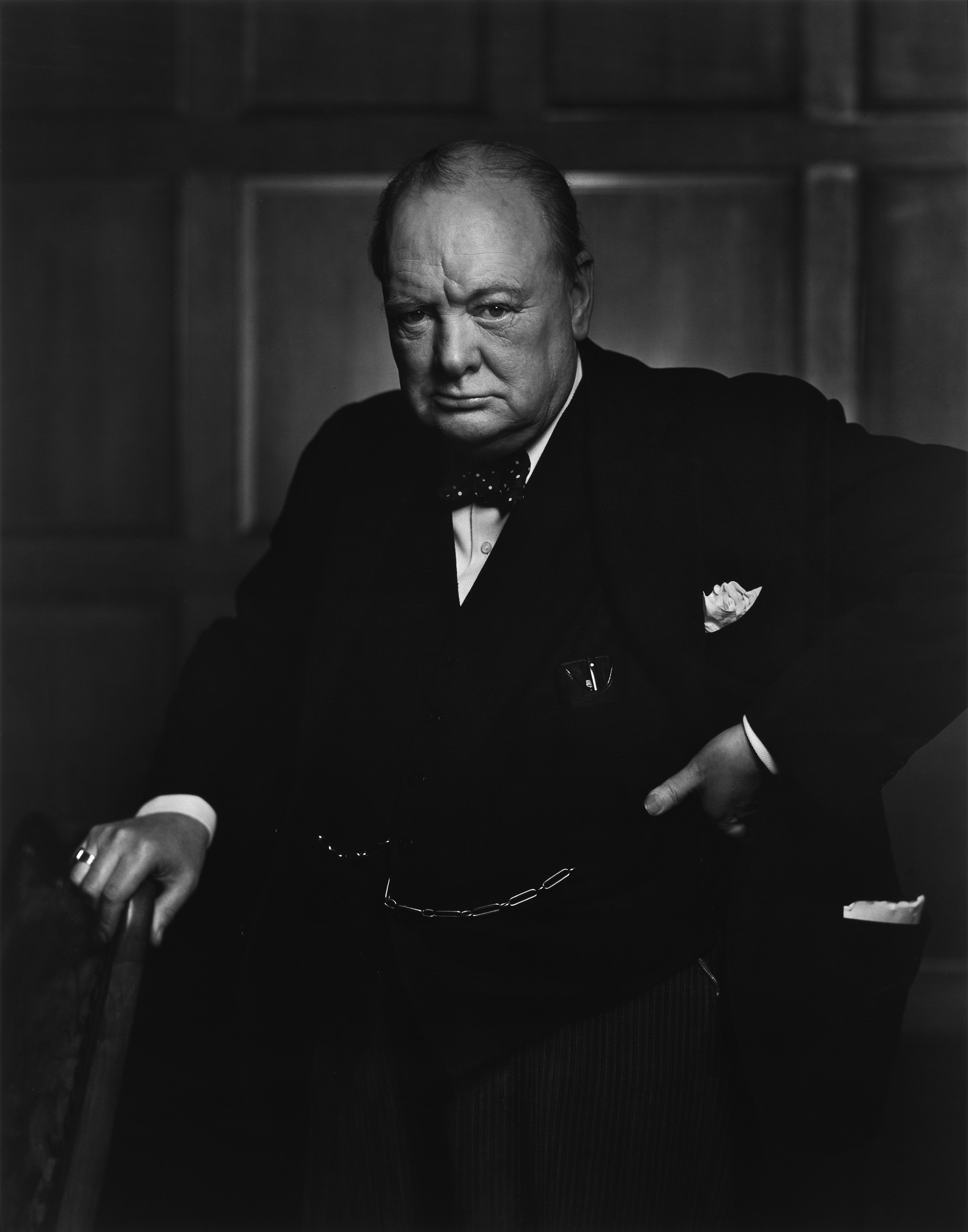
Cố thủ tướng Anh Winston Churchill

Mỗi viện của Quốc hội đều sở hữu và cố bảo vệ các đặc quyền lâu đời của mình. Viện Quý tộc tồn tại như một định chế truyền thống. Còn theo tập quán của Viện Thứ dân, mỗi khi khởi đầu một khóa Quốc hội mới, vị Chủ tịch bước vào phòng họp của Viện Quý tộc và yêu cầu các đại diện của Vương quyền khẳng định các quyền và đặc quyền "rõ ràng" của Viện Thứ dân. Nghi thức này đã có từ triều Henry VIII (1509-1547). Mỗi viện đều cố bảo vệ các đặc quyền của mình, cũng như có quyền trừng phạt nếu chúng bị vi phạm. Phạm vi các đặc quyền của Quốc hội dựa trên luật pháp và tập quán. Sir William Blackstone chỉ ra rằng các đặc quyền này "rất rộng và không rõ ràng", không cách chi xác định được chúng trừ khi chính Quốc hội chịu làm việc này.
Đặc quyền tiên quyết của lưỡng viện Quốc hội là quyền tự do phát biểu trong tranh luận; mọi điều phát biểu tại lưỡng viện Quốc hội sẽ không bị thẩm vấn ở tòa án hoặc bất cứ thiết chế nào khác bên ngoài Quốc hội. Một đặc quyền khác là quyền đặc miễn tài phán được áp dụng trong các kỳ họp Quốc hội, cũng như 40 ngày trước và sau mỗi kỳ họp. Tuy nhiên, thành viên lưỡng viện Quốc hội không còn được phép phục vụ trong các bồi thẩm đoàn.
Cả hai viện đều có quyền trừng phạt bất cứ ai vi phạm các đặc quyền của họ. Lấy thí dụ, tội miệt thị Quốc hội, tức là không chấp hành lệnh triệu tập của một ủy ban Quốc hội, có thể bị trừng phạt. Viện Quý tộc có quyền cầm tù một cá nhân trong một thời hạn nhất định, nhưng một người bị Viện Thứ dân cầm tù được tự do trong thời gian giữa hai kỳ họp. Các án phạt của hai viện không thể bị kháng án tại tòa, Đạo luật Nhân quyền cũng không được áp dụng trong trường hợp này.

## Huy hiệu

Huy hiệu Quốc hội Anh

Huy hiệu bán chính thức của Quốc hội Anh có hình khung lưới sắt đặt dưới một vương miện (portcullis). Khởi thủy, đây là phù hiệu của các gia đình quý tộc Anh từ thế kỷ 14. Đến những năm 1500, các quân vương thuộc triều đại Tudor biến nó thành huy hiệu hoàng gia với hình vương miện được thêm vào. Cũng trong thời kỳ này, Điện Westminster trở thành chỗ họp thường xuyên của Quốc hội.
Huy hiệu này gắn liền với Điện Westminster khi nó được dùng như một biểu tượng trang hoàng trong tòa nhà khi được tái thiết sau trận hỏa hoạn năm 1512. Tuy nhiên, vào lúc ấy, nó cũng chỉ là một trong những biểu tượng trong tòa nhà. Kể từ thế kỷ 19, portcullis được sử dụng rộng rãi trong khắp tòa nhà khi Charles Barry và Augustus Pugin chọn nó làm biểu tượng chính trang hoàng cho tòa nhà mới khi được xây dựng lại sau thảm họa hỏa hoạn năm 1834.
Đến thế kỷ 20, portcullis được chấp nhận là huy hiệu của cả hai viện Quốc hội, như là một thói quen lâu đời hơn là do một nghị quyết đặc biệt. Ngày nay huy hiệu này xuất hiện trên các văn kiện, giấy tờ, ấn phẩm, và các vật dụng của Điện Westminster như dao, kéo, đồ bạc và đồ sứ.